# شارلوت گری (فیلم)
شارلوت گری (انگلیسی: Charlotte Gray) فیلمی رمانتیک و درام به کارگردانی گیلیان آرمسترانگ و با بازی کیت بلانشت، مایکل گمبون و بیلی کروداپ محصول سال ۲۰۰۱ مشترک کشورهای بریتانیا٬ آلمان و استرالیا است.